# Miroslava (Romênia)
Miroslava é uma comuna romena localizada no distrito de Iaşi, na região de Moldávia. A comuna possui uma área de 82.50 km² e sua população era de 9243 habitantes segundo o censo de 2007.